# 2,4-二氯苯酚
2,4-二氯苯酚（2,4-DCP）是一种有机氯化合物，化学式为Cl2C6H3OH，它是二氯苯酚的六种同分异构体之一。2,4-二氯苯酚可用于合成除草剂2,4-二氯苯氧乙酸（2,4-D）